# Копельман, Михаил Самуилович
Михаил Самуилович Копельман (англ. Mikhail Kopelman; род. 18 марта 1947, Ужгород) — советский, российский и американский скрипач и музыкальный педагог. Народный артист Российской Федерации (1993). Лауреат Государственной премии СССР (1986).

## Биография
Окончил Московскую консерваторию, где учился у Юрия Янкелевича и Майи Глезаровой. В 1973 году занял второе место на Международном Конкурсе имени Жака Тибо. В 1975—1996 годах первая скрипка Квартета имени Бородина, одновременно работает сначала концертмейстером оркестра Московской филармонии, а в 1979—1981 годах — концертмейстером новосозданного оркестра «Виртуозы Москвы». В 1980—1990 годах преподавал в Московской консерватории.
С 1993 года живёт в США. Работал профессором камерного ансамбля в Йельском университете, затем профессором скрипки в Истменовской школе музыки в Бронксвилле (штат Нью-Йорк). Играл первую скрипку в Токийском квартете. В настоящее время возглавляет квартет собственного имени Kopelman Quartet.